# Шефов, Александр Николаевич
Алекса́ндр Никола́евич Ше́фов (17 февраля 1932 — 25 января 2013) — советский и российский историк, музейный деятель. Заслуженный работник культуры РСФСР (1974), лауреат Государственной премии СССР (1986).

## Биография
Родился Шефов в Москве, коренной москвич. Прадед — Николай Александрович Найдёнов, один из лидеров московского купечества, бабушка — заслуженная артистка РСФСР Елизавета Ивановна Найдёнова.
В 1955 году окончил Московский государственный историко-архивный институт. После окончания учёбы был приглашён стать научным сотрудником и хранителем фондов готовившегося тогда к открытию Дома-музея И. В. Сталина в Волынском.
Вскоре после развенчания культа личности Сталина началось расформирование фондов так и не открывшегося музея, а Шефов стал научным сотрудником фондового отдела Центрального музея В. И. Ленина.
С 1966 года заведовал музеем-кабинетом и квартирой Ленина в Московском Кремле. Под его руководством была создана музейная экспозиция ленинского мемориала, проведена научная реставрация экспонатов, воссозданы записи голоса вождя.
Шефов стал автором ряд работ, тема которых — лениниана («Ленин в изобразительном искусстве», пьеса «Горцы у Ленина»). В 1974 году Шефову была присвоена учёная степень кандидата исторических наук.
После выхода на пенсию активно сотрудничал с исторической и спортивной секциями Московского Дома учёных Российской академии наук, принимал участие в подготовке историко-культурных публикаций и выставок по истории московского купечества, акций Музея российских меценатов и предпринимателей и Московского краеведческого общества.
Всего Шефовым было написано более 50 авторских трудов, посвящённых культуре и истории СССР и России.
В последние годы жизни Александр Николаевич работал научным сотрудником Центра по связям с прессой и общественностью ФСО России.
Скончался 25 января 2013 года, прощание состоялось в Центральном госпитале ФСБ России. Похоронен в Москве на Калитниковском кладбище.

## Сочинения
- Шефов А. Н. Памятник А. Н. Островскому. — М.: Московский рабочий, 1985. — 48, [16] с. — (Биография московского памятника).
- Найденовы // Найденов Н. А. Воспоминания о виденном, слышанном и испытанном. — М., 2007
- Шефов А. Н. Скульптор М. К. Аникушин. — М.: Тончу, 2011. — 200 с. — ISBN 978-5-91215-066-1.
- Девятов С. В., Шефов А. Н., Юрьев Ю. В. Ближняя дача Сталина: Опыт исторического путеводителя. — М.: Kremlin Multimedia, 2011. — 536 с. — ISBN 978-5-9697-0775-7.

## Награды и звания
- Заслуженный работник культуры РСФСР (1974)
- Государственная премия СССР (1986)
- Медаль «В ознаменование 100-летия со дня рождения Владимира Ильича Ленина»
- Медаль «Ветеран труда»
- другие награды